# دلتا کانکشن

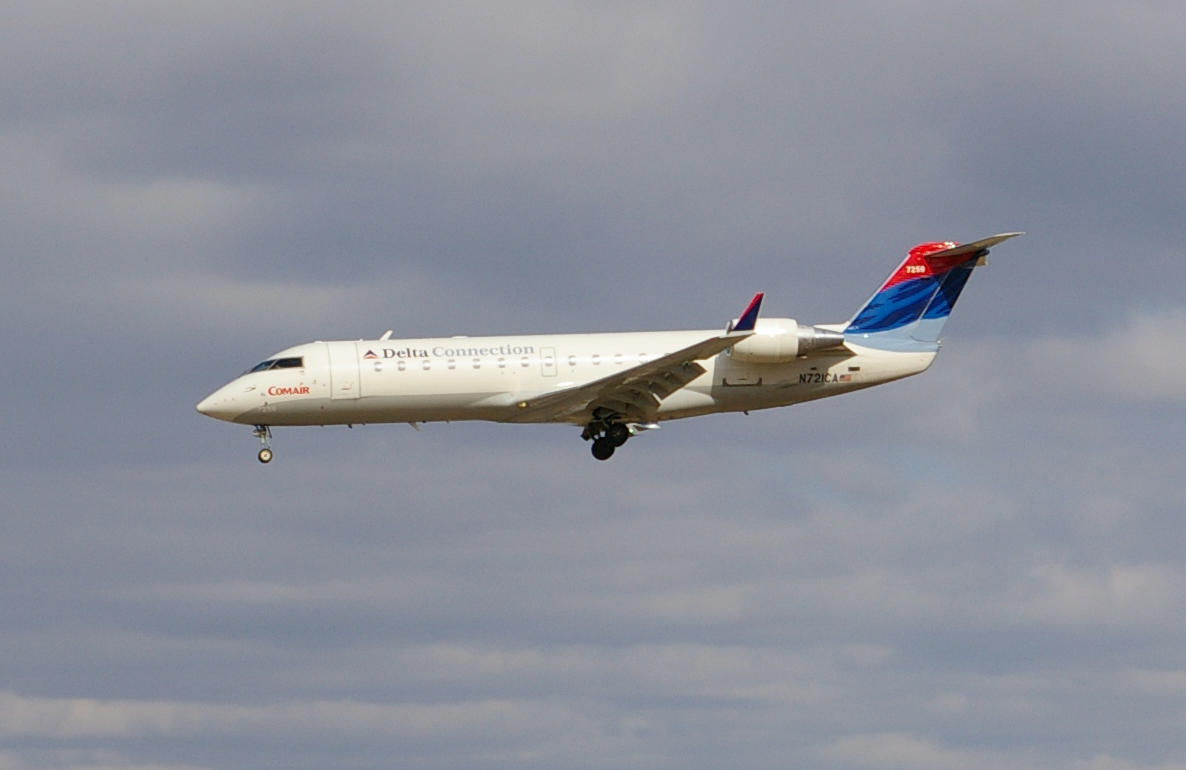
هواپیمای بمباردیه سی‌آرجی ۱۰۰ متعلق به دلتا کانکشن

دلتا کانکشن (به انگلیسی: Delta Connection) شرکت هواپیمایی آمریکایی است، که به‌عنوان خطوط هواپیمایی منطقه‌ای گروه دلتا ایرلاینز فعالیت می‌کند و در حال حاضر روزانه به ۵۳۹ مقصد در آمریکای شمالی پروازهای مستقیم دارد.
دفتر مرکزی شرکت دلتا کانکشن در شهر آتلانتا، جورجیا قرار دارد و فرودگاه بین‌المللی سینسیناتی/کنتاکی شمالی، فرودگاه متروپولیتن شهرستان وین دیترویت، فرودگاه بین‌المللی هارتسفیلد-جکسون آتلانتا، فرودگاه بین‌المللی جان اف کندی، فرودگاه لاگواردیا، فرودگاه بین‌المللی لس‌آنجلس، فرودگاه بین‌المللی لوگان، فرودگاه بین‌المللی مینیاپولیس−سنت پل، فرودگاه بین‌المللی سالت‌لیک‌سیتی و فرودگاه بین‌المللی سیاتل-تاکوما، قطب‌های این شرکت هواپیمایی به‌شمار می‌آیند.